# You Know More Than I Know
„You Know More Than I Know“ je píseň (balada) velšského hudebníka a skladatele Johna Calea. Poprvé vyšla na jeho čtvrtém sólovém albu Fear v roce 1974, v roce 1996 pak coby součást dvojdiskové kompilace The Island Years. Při koncertech ji Cale hrál již od svého prvního sólového turné v roce 1975, koncertní verze vyšla v roce 2007 na albu Circus Live.
Píseň zazněla ve třech filmech: V roce 1994 v Zamilovaných režisérky Catherine Corsini, 2020 v Palm Springs Maxe Barbakowa a 2023 v Minulých životech režisérky Celine Song. V roce 2025 byla použita v jedné epizodě seriálu Too Much.
Několik hudebníků vydalo své coververze písně:
- Iron & Wine a Ben Bridwell (album Sing into My Mouth, 2015)[4]
- Adrien Reju (album Strange Love and the Secret Language, 2015)[5]
- Alex Rex (album Trembling Bells / Alex Rex, 2019)[6]
- Great Lake Swimmers (album When We Last Shook Hands: Cover Songs Volume 1, 2020)[7]
- Romito's Expanding Waist Band (album Waisted Time, 2022)

Kapela Erin Rae píseň zahrála při koncertu na anglickém festivalu End of the Road v roce 2018.